# Titanichthys

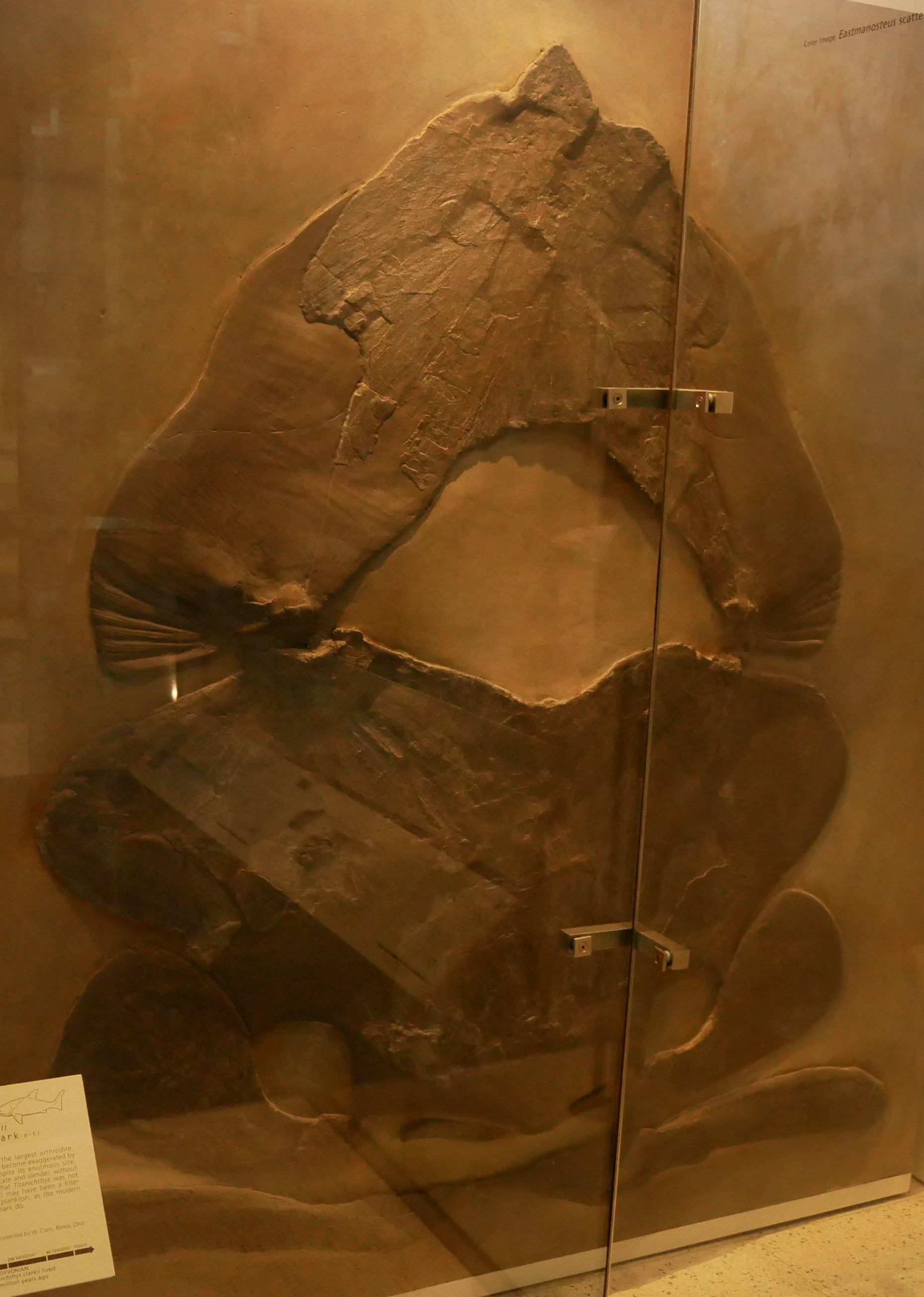
Crânio de um Titanichthys

Titanichthys é um gênero extinto de placodermo que viveu nos mares rasos do Devoniano.